# LNB Pro A 1994-95
La LNB Pro A 1994-1995 fue la edición número 73 de la Pro A, la máxima competición de baloncesto de Francia. Los doce mejor clasificados accederían a los playoffs, no produciéndose ningún desdenso a la  Pro B debido a la ampliación la temporada siguiente de 14 a 16 equipos.
El campeón sería por tercera vez en su historia el Olympique d'Antibes, tras derrotar al ÉB Pau-Orthez en la final en cuatro partidos.

## Equipos 1994-95
| Equipo                      | Ciudad       | Pabellón                                    | Capacidad |
| --------------------------- | ------------ | ------------------------------------------- | --------- |
| Olympique d'Antibes         | Antibes      | Salle Jean-Bunoz                            | 5000      |
| Cholet Basket               | Cholet       | La Meilleraie                               | 5191      |
| JDA Dijon                   | Dijon        | Palais des Sports Jean-Michel Geoffroy      | 4600      |
| BCM Gravelines Dunkerque    | Gravelines   | Sportica                                    | 3500      |
| Le Mans Sarthe Basket       | Le Mans      | Antarès                                     | 6003      |
| Levallois SC                | Levallois    | Palais des Sports Marcel Cerdan             | 3000      |
| CSP Limoges                 | Limoges      | Palais des sports de Beaublanc              | 5500      |
| ASVEL Basket                | Villeurbanne | Astroballe                                  | 5643      |
| CRO Lyon Basket             | Lyon         | Palais des sports de Lyon                   | 6500      |
| Montpellier Paillade Basket | Montpellier  | Palacio de los Deportes Pierre de Coubertin | 4003      |
| SLUC Nancy Basket           | Nancy        | Palais des Sports Jean Weille               | 6027      |
| Paris Basket Racing         | París        | Stade Pierre-de-Coubertin                   | 4200      |
| Élan Béarnais Pau-Orthez    | Pau-Orthez   | Palais des Sports de Pau                    | 7813      |
| Strasbourg IG               | Estrasburgo  | Rhénus                                      | 4000      |

## Resultados

### Temporada regular
|     | Equipo                      | J  | G  | P  | PF   | PC   | Pts | Clasificación |
| --- | --------------------------- | -- | -- | -- | ---- | ---- | --- | ------------- |
| 1.  | Olympique d'Antibes         | 26 | 21 | 5  | 2291 | 2102 | 47  | playoff       |
| 2.  | CSP Limoges                 | 26 | 19 | 7  | 1987 | 1743 | 45  | playoff       |
| 3.  | Élan Béarnais Pau-Orthez    | 26 | 18 | 8  | 2142 | 1972 | 44  | playoff       |
| 4.  | Cholet Basket               | 26 | 16 | 10 | 2084 | 1953 | 42  | playoff       |
| 5.  | JDA Dijon                   | 26 | 16 | 10 | 2068 | 2080 | 42  | playoff       |
| 6.  | Paris Basket Racing         | 26 | 15 | 11 | 2091 | 1921 | 41  | playoff       |
| 7.  | ASVEL Basket                | 26 | 15 | 11 | 2074 | 2052 | 41  | playoff       |
| 8.  | Levallois SC                | 26 | 15 | 11 | 2024 | 2067 | 41  | playoff       |
| 9.  | BCM Gravelines Dunkerque    | 26 | 11 | 15 | 1961 | 2108 | 37  | playoff       |
| 10. | CRO Lyon Basket             | 26 | 9  | 17 | 2030 | 2168 | 35  | playoff       |
| 11. | Strasbourg IG               | 26 | 8  | 18 | 2003 | 2108 | 34  | playoff       |
| 12. | Montpellier Paillade Basket | 26 | 7  | 19 | 2120 | 2237 | 33  | playoff       |
| 13. | SLUC Nancy Basket           | 26 | 6  | 20 | 1857 | 2008 | 32  |               |
| 14. | Le Mans Sarthe Basket       | 26 | 6  | 20 | 1933 | 2146 | 32  |               |

### Playoff
|  | Octavos de final         | Octavos de final         |                        |                  | Cuartos de final | Cuartos de final       |   |  | Semifinales | Semifinales |  |  | Final | Final |
|  |                          |                          |                        |                  |                  |                        |   |  |             |             |  |  |       |       |
|  |                          |                          |                        |                  |                  |                        |   |  |             |             |  |  |       |       |
|  |                          |                          |                        |                  |                  |                        |   |  |             |             |  |  |       |       |
|  | 1. Olympique d'Antibes   | 2                        |                        |                  |                  |                        |   |  |             |             |  |  |       |       |
|  | 1. Olympique d'Antibes   | 2                        | 8. Levallois SC        | 2                |                  |                        |   |  |             |             |  |  |       |       |
|  |                          | 8. Levallois SC          | 8. Levallois SC        | 2                | 0                |                        |   |  |             |             |  |  |       |       |
|  | 9. BCM Gravelines        | 8. Levallois SC          | 0                      |                  | 0                | 1. Olympique d'Antibes | 2 |  |             |             |  |  |       |       |
|  | 9. BCM Gravelines        |                          | 0                      |                  |                  | 1. Olympique d'Antibes | 2 |  |             |             |  |  |       |       |
|  |                          |                          |                        | 4. Cholet Basket | 0                |                        |   |  |             |             |  |  |       |       |
|  | 4. Cholet Basket         | 2                        |                        | 4. Cholet Basket | 0                |                        |   |  |             |             |  |  |       |       |
|  | 4. Cholet Basket         | 2                        | 5. JDA Dijon           | 1                |                  |                        |   |  |             |             |  |  |       |       |
|  |                          | 12. Montpellier Paillade | 5. JDA Dijon           | 1                | 1                |                        |   |  |             |             |  |  |       |       |
|  | 12. Montpellier Paillade | 12. Montpellier Paillade | 2                      |                  | 1                | 1. Olympique d'Antibes | 3 |  |             |             |  |  |       |       |
|  | 12. Montpellier Paillade |                          | 2                      |                  |                  | 1. Olympique d'Antibes | 3 |  |             |             |  |  |       |       |
|  |                          |                          |                        | 3. ÉB Pau-Orthez | 1                |                        |   |  |             |             |  |  |       |       |
|  | 2. CSP Limoges           | 2                        |                        | 3. ÉB Pau-Orthez | 1                |                        |   |  |             |             |  |  |       |       |
|  | 2. CSP Limoges           | 2                        | 7. ASVEL Basket        | 2                |                  |                        |   |  |             |             |  |  |       |       |
|  |                          | 7. ASVEL Basket          | 7. ASVEL Basket        | 2                | 0                |                        |   |  |             |             |  |  |       |       |
|  | 10. CRO Lyon Basket      | 7. ASVEL Basket          | 0                      |                  | 0                | 2. CSP Limoges         | 1 |  |             |             |  |  |       |       |
|  | 10. CRO Lyon Basket      |                          | 0                      |                  |                  | 2. CSP Limoges         | 1 |  |             |             |  |  |       |       |
|  |                          |                          |                        | 3. ÉB Pau-Orthez | 2                |                        |   |  |             |             |  |  |       |       |
|  | 3. ÉB Pau-Orthez         | 2                        |                        | 3. ÉB Pau-Orthez | 2                |                        |   |  |             |             |  |  |       |       |
|  | 3. ÉB Pau-Orthez         | 2                        | 6. Paris Basket Racing | 2                |                  |                        |   |  |             |             |  |  |       |       |
|  |                          | 6. Paris Basket Racing   | 6. Paris Basket Racing | 2                | 0                |                        |   |  |             |             |  |  |       |       |
|  | 11. Strasbourg IG        | 6. Paris Basket Racing   | 0                      |                  | 0                |                        |   |  |             |             |  |  |       |       |
|  | 11. Strasbourg IG        |                          | 0                      |                  |                  |                        |   |  |             |             |  |  |       |       |

## Premios de la LNB
MVP de la temporada regular
- MVP extranjero :  David Rivers (Olympique d'Antibes)
- MVP francés :  Yann Bonato (Paris Basket Racing)

Jugador revelación
- Alain Digbeu ASVEL Basket)

Mejor defensor
- Richard Dacoury (CSP Limoges)

Mejor entrenador
- Jacques Monclar (Olympique d'Antibes)